# مانفريد شتاينباخ
مانفريد شتاينباخ (بالألمانية: Manfred Steinbach)‏ (و. 1933  م) هو منافس ألعاب قوى، وعداء سريع، وأستاذ جامعي، وطبيب من ألمانيا، وألمانيا الشرقية، شارك في الألعاب الأولمبية الصيفية 1960، والألعاب الأولمبية الصيفية 1956.

## روابط خارجية
- مانفريد شتاينباخ على موقع الاتحاد الدولي لألعاب القوى (الإنجليزية)
- مانفريد شتاينباخ على موقع أوليمبيديا (الإنجليزية)